# Флаг Мали

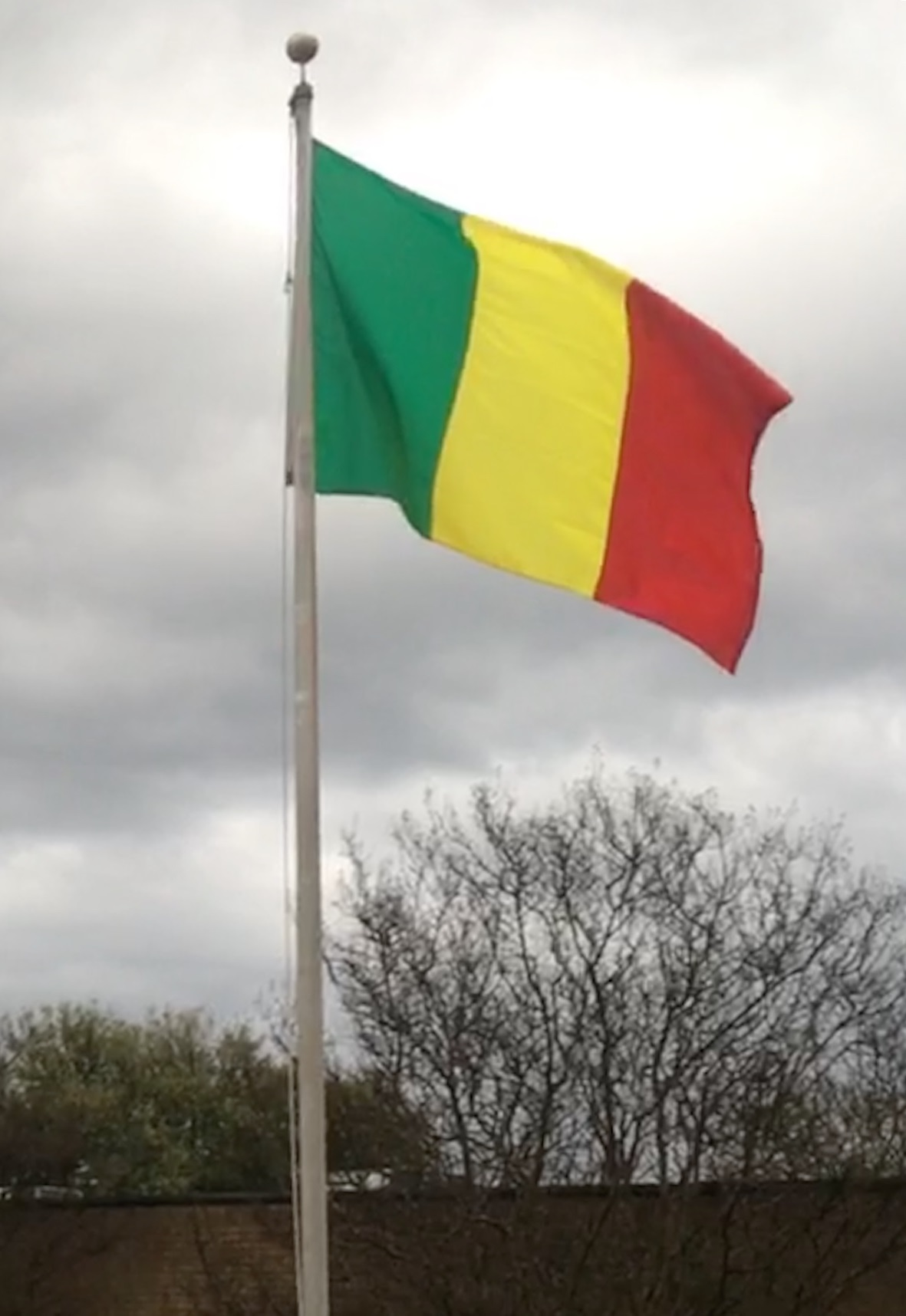
Флаг Мали в Далласе, Техас, США.

Флаг Мали (фр. drapeau de la République du Mali) — один из государственных символов Республики Мали. В конституции Республики Мали назван «национальной эмблемой» (фр. l’emblème national), состоящей из трёх вертикальных равновеликих полос: зелёной, золотой и красной.
На практике в большинстве случаев вместо золотой полосы на флаге содержится жёлтая полоса.
Отношение ширины флага к его длине — 2:3.

## Цвета флага в различных форматах
| Схема       | Зелёный    | Жёлтый     | Красный   |
| ----------- | ---------- | ---------- | --------- |
| Pantone     | 2271c      | 115c       | 3546c     |
| CMYK        | 91-0-100-0 | 0-9-100-0  | 0-86-63-0 |
| RGB         | 20-181-58  | 252-209-22 | 206-17-38 |
| Hexadecimal | #14B53A    | #FCD116    | #CE1126   |

## История флага
После референдума, проведённого во Французском Судане 28 сентября 1958 года, ему был предоставлен статус автономного государства (Суданская Республика) в составе Французского сообщества. 24 ноября 1958 года был принят флаг Суданской Республики, представлявший собой флаг Франции с изображением на белой полосе чёрной стилизованной фигурки человека — канаги, олицетворявшей идеи негритюда.
4 апреля 1959 года Суданская Республика и Республика Сенегал объединились в Федерацию Мали, флагом которой стал флаг Суданской Республики с заменой синей полосы на зелёную, а белой — на золотую (жёлтую), в центре которой по-прежнему изображалась чёрная канага. Под этим флагом Федерация Мали 20 июня 1960 года стала независимым государством. Но уже через 2 месяца, 20 августа 1960 года, Сенегал вышел из состава Федерации Мали, и 22 сентября 1960 года она была переименована в Республику Мали, флаг которой остался без изменений. Канага была убрана с флага только 20 января 1961 года законом № 61-26.

Реконструкция флага Империи Мали
Суданская Республика 24.11.1958 - 04.04.1959
Федерация Мали 04.04.1959 - 22.09.1960, Республика Мали 22.09.1960 - 20.01.1961

## Символическое значение цветов флага
Законом Республики Мали от 20 января 1961 года № 61-26 установлено, что флаг состоит из трёх вертикальных равновеликих полос — зелёной, золотой и красной.
Великая канцелярия Мали даёт такое толкование символических значений цветов флага:

«Зелёный цвет первой полосы означает надежду, зелень лугов и полей Мали, её почву и всё то, что ведёт к повышению благосостояния малийского населения. Зелёный цвет также напоминает о значении сельского хозяйства страны для развития, модернизации и интеграции, без которых не будут осуществлены никакие усилия.
Золотая вторая полоса отображает золото, добываемое в недрах Мали, а также другие полезные ископаемые. Кто не помнит сказочно-богатого путешествия Канку Муссы в Мекку? Золотой цвет свидетельствует об осознании малийцами богатства своей страны, которое принадлежит им и которое они намерены защищать любой ценой.
Красный цвет третьей вертикальной полосы предоставляет малийцам одновременно воспоминание, размышление и призыв. Малийцы должны вспомнить о крови, пролитой для защиты своей родины против иностранных захватчиков и освобождения от колониального ярма. Красный цвет является призывом для малийцев, которые борются до последней капли их крови за сохранение целостности их земли, их недр, их художественного и культурного достояния, чтобы они были использованы в их интересах».